# Eulophia kyimbilae
Eulophia kyimbilae är en orkidéart som beskrevs av Rudolf Schlechter. Eulophia kyimbilae ingår i släktet Eulophia och familjen orkidéer. Inga underarter finns listade i Catalogue of Life.